# Franck Reynier

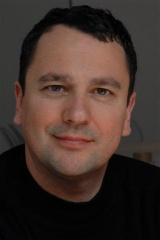
Franck Reynier, vor 2011

Franck Reynier (* 20. Oktober 1965 in Montélimar) ist ein französischer Politiker. Er ist seit 2007 Abgeordneter der Nationalversammlung.
Nach seinem Informatikstudium arbeitete Reynier für ein Versicherungsunternehmen. 1995 trat er der Mitte-rechts-Partei Parti radical bei. Im selben Jahr zog er in den Gemeinderat von Montélimar ein. 1999 wurde er dort zum stellvertretenden Bürgermeister und bei den Kommunalwahlen 2001 zum ersten Bürgermeister der Stadt gewählt. 2007 trat Reynier für die UMP, mit der die Parti radical assoziiert ist, bei den Parlamentswahlen an und konnte in die Nationalversammlung einziehen. 2012 wurde er wiedergewählt.